# زیپتنفلده
زیپتنفلده (به آلمانی: Siptenfelde) یک منطقهٔ مسکونی در آلمان است که در هارتسگروده واقع شده‌است. زیپتنفلده ۶۰۵ نفر جمعیت دارد.